# 沃尔基尔河国家野生动物保护区
沃爾基爾河國家野生動物保護區（英語：Wallkill River National Wildlife Refuge）是美國國家野生動物保護區系統的一部分。該保護區於1990年根据美國公法101-593條建立，横跨14公里長的沃爾基爾河，位于纽约州-新泽西州边界以南。大部分保護區位於新澤西州蘇塞克斯縣，其余位于紐約州奧蘭治縣。3.2公里長的阿帕拉契小徑穿過保護區，保護區還有四條額外的步行道。
沃爾基爾河國家野生動物保護區占地超过21平方公里，主要用于保护湿地，包括候鸟和濒临灭绝的沼泽龟的栖息地。在適當的情况下，保護區還提供戶外休閒項目，包括狩猎、釣魚、講解、环境教育、摄影、野生动物观赏、徒步旅行、划独木舟和越野滑雪。在保護區北端的黑土湿地中，保護區為迁徙水禽和滨鸟管理着一系列水禽棲息地。林鸳鸯、帆背潛鴨、秋沙鸭、绿头鸭和许多其他物种在春季和秋季迁徙期间经常光顾这里。猛禽也经常在这里栖息，保護區內经常可以看到红肩鹰、北鹞和美国隼。
香光草原國家野生動物保護區位於沃爾基爾河國家野生動物保護區以北56公里處，作爲一个子单位进行管理。